# Nelly Fonseca
Nelly Fonseca Recarraven (Pacasmayo, 12 de octubre de 1922 - 9 de abril de 1963)fue una poeta, periodista y promotora cultural discapacitada peruana que uso el seudónimo de Carlos Alberto Fonseca. Su trabajo generó controversia al ejercer bajo un alias masculino y por irrumpir en la escena literaria del siglo XX como una persona discapacitada. 

## Biografía
Fonseca nació en el puerto de Pacasmayo, en el seno de una familia acomodada. Fue la cuarta hija de Pedro Pablo Fonseca Chávez y Cristina Recarraven de la Piedra Fonseca. Su familia migró de La Libertad a la capital peruana, Lima, por cuestiones laborales, instalándose en el distrito de Barranco. Su infancia se vio cultivada alrededor de la música, la lectura y las artes plásticas. Estudió en el Colegio Sagrados Corazones de Belén de Lima. 
A los nueve años de edad sufrió un accidente al resbalarse por las escaleras de su colegio y sufrió un golpe en su columna vertebral. Sus malestares comenzaron siendo ligeros, por lo que sus padres no le prestaron mucha importancia, pero la enfermedad fue agravándose hasta paralizar sus miembros inferiores.
Tras su paraplejia, Fonseca comenzó un periodo largo de travestismo que duró hasta la década de 1950. Se cortó el cabello y comenzó a vestir ropa tradicionalmente masculina. Dejó de ir a su antiguo colegio y bajo su nueva identidad masculina, Carlos Alberto Fonseca, comenzó a trabajar en sus escritos literarios. A los doce años de edad, publica su primer libro de poemas, Rosas Matinales, que dedicó a jóvenes de su barrio barranquino.
Desarrolló un profundo amor por el cine, el teatro, la pintura en acuarela y la poesía en la soledad que pasa durante la adolescencia y juventud. Su obra se ve influenciada por la tradición modernista en los primeros años de carrera, pero se va nutriendo del vanguardismo europeo. Durante su vida publicó trece libros y fue autora del himno premilitar de Maracaibo (Venezuela), del himno del Rotary Club de Lima, de México y Uruguay, y del distrito de Barranco.
Falleció en Lima, el 9 de abril de 1963, a los 40 años de edad.

## Obras
Fonseca publicó las siguientes obras:
Bajo el seudónimo de Carlos Alberto Fonseca
- Rosas matinales (1934)
- Heraldos del porvenir (1934)
- Luz en el sendero (1938)
- El poema de América (1938)
- Voces de América (1940)
- Sembrador de estrellas (1942)
- Preludios íntimos (1945)
- Juan Carlos Croharé (1947)
- Herodes y Bethmoora, la que mira el mar (1949)

Bajo su nombre, Nelly Fonseca
- Espigas de cristal (1955)
- Raíz de sueño (1963)
- Velero alucinado (póstumo)

## Premios y reconocimientos
Recibió los siguientes premios:
- Medalla de Oro por la Municipalidad de Lima pro su libro Luz en el sendero
- Primer Premio y Medalla de Oro del VIII Certamen de Liniers de la República Argentina (1937)
- Primer y Tercer Premio del Homenaje a la Madre Americana, de La Habana (1940)